# Montagny (Saboya)
 Montagny  es una población y comuna francesa, en la región de Ródano-Alpes, departamento de Saboya, en el distrito de Albertville y cantón de Bozel.

## Demografía
| 563 | 581 | 536 | 507 | 505 | 577 |
| Para los censos de 1962 a 1999 la población legal corresponde a la población sin duplicidades (Fuente: INSEE [Consultar]) |     |     |     |     |     |